# Řepařská drážka

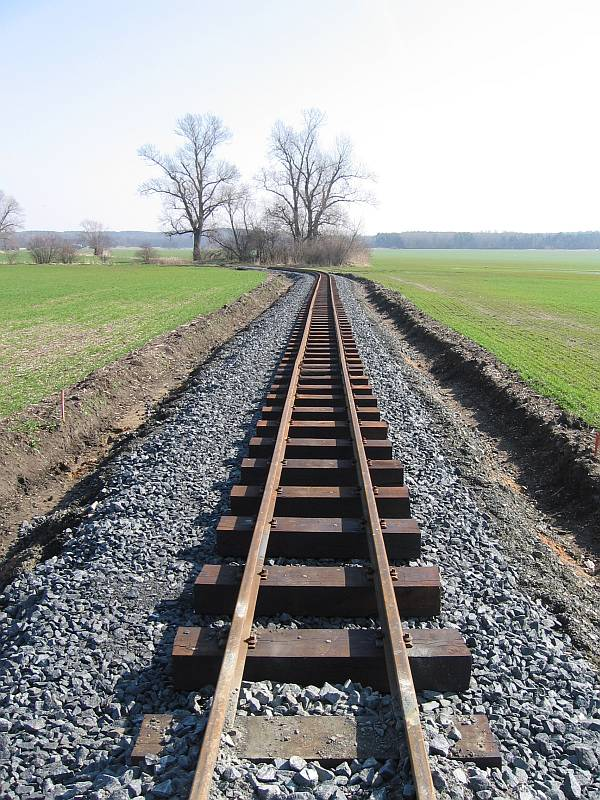
Trať řepařské drážky

Řepařská drážka je úzkorozchodná dráha sloužící k dopravě cukrové řepy z míst, kde je pěstována, přímo do cukrovaru.

## Polabské řepařské drážky
Polabské řepařské drážky vznikaly na přelomu 19. a 20. století a jejich délka dosáhla více než 130 km. Jednalo se o drážky vycházející z Kolína, Vlkavy, Křince, Kopidlna, Dymokur a Libněvsi. Nejstarší drážkou tohoto typu byla kolínská řepařská drážka postavená v roce 1894.